# 内源
内源视语境有时也称内生，是起源于内部或深层的发展、产生、增长。在生物学中，内源（性）或内生（性） 是从生物体、组织或细胞内部起源、产生或发展的特性。
内源性物质（endogenous substance）是体内代谢中产生的活性物质及最终产物，如：氨、胺类、激素、胆色素、神经递质等都可以称为内源性物质。
内源基因是机体自身基因组内固有的基因。